# World of Disney NYC
World of Disney NYC était la seule Disney Store que la Walt Disney Company avait conservé après la vente des Disney Store des États-Unis à The Children's Place en 2002.
Ouverte en 1997 sur la Cinquième Avenue à New York, c'était la plus prestigieuse des Disney Store, à l'image de celle des Champs-Élysées à Paris.

## Disney Store puis World of Disney

Le logo du magasin World of Disney NYC

Avec la vente des Disney Store en 2002, la Walt Disney Company a renommée la boutique « World Of Disney NYC » pour reprendre le nom et le principe des énormes boutiques des Downtown Disney, les World of Disney. Ce magasin était alors géré par Walt Disney Parks and Resorts).
Le magasin occupait une superficie de près de 2200 m² à l'angle de la 5e Avenue et de la 55e rue à New York, répartie sur quatre niveaux (1 sous-sol, 1 rez-de-chaussée et deux étages). Elle avait ouvert le 22 mai 1996 comme une Disney Store de 40 000 pieds carrés (3 716 m2) sur la Cinquième Avenue. Elle rouvre sous le nom World of Disney le 5 octobre 2004.
À la suite du rachat des Disney Stores nord-américaines en 2008, Disney a annoncé le 8 août 2008 la fermeture de sa boutique new-yorkaise, à la fin du bail en 2010. Elle a fermé en janvier 2010 et depuis le lieu reste inoccupé.
Le 9 novembre 2010, la nouvelle Disney Store de Times Square a ouvert ses portes en lieu et place du Virgin Megastore. Elle occupe 20 000 pieds carrés (1 858 m2) sur 3 niveaux.